# 伽罗瓦理论基本定理
伽罗瓦理论基本定理是抽象代数中的定理，通过群的概念来描述特定域扩张的细致结构。定理说明了，如果某个域扩张L/K是有限伽罗瓦扩张，则此扩张的伽罗瓦群的子群与其中间域（即子扩张K⊂F⊂L中的F）之间有一一对应关系。

## 简介
伽罗瓦理论最初研究的目标是域上多项式方程的根式通解问题。18世纪时，数学家已经知道，任意的二次方程、三次方程和四次方程可以通过配方法开方求解。但对五次以上的多项式方程，一直没有发现通用的根式求解方法。19世纪初，伽罗瓦和阿贝尔创造了群论，将多项式的不同根之间的关系用群来表示，从而揭示了多项式的根的根本性质:8-9。
从阿廷起，数学家开始使用域扩张的理论，更严谨地表述伽罗瓦的理论，先将多项式的性质转化为域扩张中的性质，然后通过研究域扩张对应的自同构群，利用群论的知识来解析域扩张的结构，从而对多项式及其根的性质进行更深刻的刻画:52。
给定域扩张L/K，L上的自同构里，在K上平凡（即为恒等映射）的环自同构称为L中的K-自同构。所有L中的K-自同构组成一个群，称为域扩张L/K的K-自同构群，简记为Aut(L/K)。K-自同构在K上是恒等映射，因此不属于K的元素在K-自同构的作用下仍被映射到不属于K的元素上:15-16。
如果存在L/K的子扩张K⊂F⊂L，则L/F的F-自同构也构成一个群：Aut(L/F)。它是Aut(L/K)的子群，因为在F平凡的自同构必然也在其子域K上平凡:18。反过来，给定Aut(L/K)的某个子群H，则可以定义群作用的不动点集合：
{\displaystyle L^{H}:=\{x\in L;\;\forall \tau \in H,\;\tau (x)=x\}}
可以证明，这个集合是一个域，称为子群H的不变域。它是K的扩域，是L的子域，即是L/K的中间域:18。显然
{\displaystyle K\subset L^{\mathrm {Aut} (L/K)}.}
一个自然的猜想是：K = LAut(L/K)，即所有不属于K的元素，都会在某个K-自同构的作用下被映射到其他的元素上去。然而这个命题只对特定的域扩张成立:20-21。
如果某个不属于K的元素a是K上的代数元，设其为某个K-多项式f的根，则a在L中任一个K-自同构τ的作用下的像仍是f的一个根:16。事实上，如果设：
{\displaystyle f=\lambda _{0}+\lambda _{1}X+\cdots +\lambda _{k}X^{k},\;\,\lambda _{0},\lambda _{1},\cdots ,\lambda _{k}\in K,\;\,f(a)=0,}
那么
{\displaystyle 0=\tau (0)=\tau (f(a))=\tau (\lambda _{0}+\lambda _{1}a+\cdots +\lambda _{k}a^{k})=\lambda _{0}+\lambda _{1}\tau (a)+\cdots +\lambda _{k}\tau (a)^{k}=f(\tau (a)).}
这说明，K-自同构将K-多项式的根进行重新排列:17。因此，对K-自同构的研究可以帮助了解K-多项式的根。
为了讨论多项式的根，引入正规扩张的概念。给定一个域扩张L/K，任一K-不可约多项式如果有一个根在L中，那么全部根都在L中。这样的扩张称为正规扩张:29:108。正规扩张中，K-自同构可以将多项式的根映射到它的任意其他根上。因此，对L中任一个不属于K的元素，都有K-自同构将其映射到它的极小多项式的任意其他根上:130。另外再假定任意元素的极小多项式都没有重根（这样的扩张称为可分扩张:42）。这时，一个K-自同构或某些K-自同构组成的群的不动点集合将和K-多项式的根产生密切联系。这样的域扩张称为伽罗瓦扩张:42。若L/K是伽罗瓦扩张，它的K-自同构群称为伽罗瓦群，记作Gal(L/K):125。当L/K是有限扩张时，伽罗瓦群是有限群，其元素个数等于域扩张的次数，并且有K = LAut(L/K):51-52。而伽罗瓦理论基本定理更进一步，给出了Gal(L/K)的子群和L/K的中间域的对应关系。

## 对应关系
从前述中已经知道，给定Aut(L/K)的某个子群H，其不变域：
{\displaystyle L^{H}:=\{x\in L;\;\forall \tau \in H,\;\tau (x)=x\}}
是L/K的一个中间域。给定中间域F，则Aut(L/F)是Aut(L/K)的子群。如果L/K是有限的伽罗瓦扩张，那么伽罗瓦理论基本定理说明，L/K的伽罗瓦群Gal(L/K)的子群与L/K的中间域之间有一一对应关系:51：
对伽罗瓦群Gal(L/K)的每一个子群H，唯一对应一个中间域，即其不变域：{\displaystyle H\longrightarrow L^{H}}
对域扩张L/K的每一个中间域，唯一对应一个群：{\displaystyle F\longrightarrow \mathrm {Gal} (L/F),} 它是L/K的伽罗瓦群Gal(L/K)的子群。
这两种叙述是互洽的，也就是说:162-163，
{\displaystyle \forall H\subset \mathrm {Gal} (L/K),\;\mathrm {Gal} (L/L^{H})=H.}
{\displaystyle \forall K\subset F\subset L,\;L^{\mathrm {Gal} (L/F)}=F.}

### 基本性质
中间域与伽罗瓦群的子群之间有一个反向的包含对应关系：如果伽罗瓦群的某个子群H1是另一个子群H2的子群，那么H1对应的中间域LH1是H2对应的中间域LH2的扩域:51。
伽罗瓦群的子群的元素个数，以及它在伽罗瓦群中的指数，和对应的中间域相关的扩域的次数相同。如果H是Gal(L/K)的子群，那么|H| = [L : LH]，[Gal(L/K) : H] = [LH : K]:51。
给定伽罗瓦扩张L/K的中间域F和L中的K-自同构σ，则σ作用在F上得到的像集{\displaystyle \sigma (F):=\{\sigma (x);\;x\in F\}}也是一个中间域。设F对应的伽罗瓦群子群是H，则中间域σ(F)对应的子群是σHσ-1。如果F/K是正规扩张，则对于任意的K-自同构σ，σ(F) = F。这也说明对于任意的K-自同构σ，σHσ-1 = H。这样的子群H称为正规子群。域扩张F/K是正规扩张当且仅当其对应的子群H = Gal(L/F)是正规子群。对于正规子群H，可以定义Gal(L/K)对H的商群G = Gal(L/K)/H。这个商群和Gal(F/K)是同构的:51-52。

## 例子

### 克莱因四元群

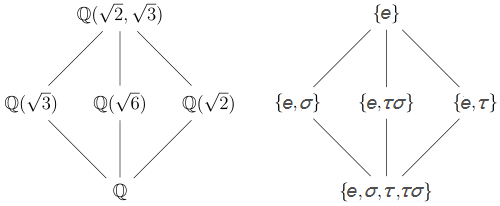
子群与子域的关联结构图

从有理数域{\displaystyle K=\mathbb {Q} }出发。设扩域{\displaystyle L=\mathbb {Q} ({\sqrt {2}},{\sqrt {3}})}。L是在有理数域中添加根号2与根号3得到的扩域，也可以看成是{\displaystyle L=\mathbb {Q} ({\sqrt {2}})({\sqrt {3}})}，即先在有理数域中添加根号2，再在其中添加根号3得到的扩域。因此其中每个元素可以表达成如下的形式：
{\displaystyle (a+b{\sqrt {2}})+(c+d{\sqrt {2}}){\sqrt {3}},\;a,b,c,d\in \mathbb {Q} .}
可以证明域扩张L/K是可分正规扩张，即伽罗瓦扩张。它的K-自同构群G = Gal(L/K)为L中所有对有理数为恒等映射的同构。设有K-自同构σ，则σ将任何有理数映射到它自身，将根号2映射到自身或负根号2上，将根号3映射到自身或负根号3上。这是因为：
{\displaystyle {\begin{aligned}\left(\sigma ({\sqrt {2}})\right)^{2}=\sigma ({\sqrt {2}})\cdot \sigma ({\sqrt {2}})=\sigma ({\sqrt {2}}\cdot {\sqrt {2}})=\sigma (2)=2,\\\left(\sigma ({\sqrt {3}})\right)^{2}=\sigma ({\sqrt {3}})\cdot \sigma ({\sqrt {3}})=\sigma ({\sqrt {3}}\cdot {\sqrt {3}})=\sigma (3)=3.\end{aligned}}}
这说明自同构群G中包含四个元素：e、σ、τ、τσ。具体为：
{\displaystyle {\begin{array}{ll}e({\sqrt {2}})={\sqrt {2}},\;e({\sqrt {3}})={\sqrt {3}},\;&\sigma ({\sqrt {2}})=-{\sqrt {2}},\;\sigma ({\sqrt {3}})={\sqrt {3}}\\\tau ({\sqrt {2}})={\sqrt {2}},\;\tau ({\sqrt {3}})=-{\sqrt {3}},\;&(\tau \sigma )({\sqrt {2}})=-{\sqrt {2}},\;(\tau \sigma )({\sqrt {3}})=-{\sqrt {3}}\end{array}}}
G = {e, σ, τ, τσ} 同构于克莱因四元群，它的子群包括 He = {e},  Hσ = {e, σ}, Hτ = {e, τ}, Hτσ = {e, τσ} 以及G自身。考虑在这些子群的作用下，保持不变的元素构成的集合：
- L中所有的元素都在e下不变，所以LHe = L，
- σ将根号2变换到负根号2，而保持根号3不变，所以{\displaystyle L^{H_{\sigma }}=\mathbb {Q} ({\sqrt {3}})}，
- τ将根号3变换到负根号3，而保持根号2不变，所以{\displaystyle L^{H_{\tau }}=\mathbb {Q} ({\sqrt {2}})}，
- τσ将根号2与根号3分别变换到负根号2与负根号3，因此只有根号6经历了两次变换而保持原号，所以{\displaystyle L^{H_{\tau \sigma }}=\mathbb {Q} ({\sqrt {6}})}，
- 由于根号2和根号6在σ作用下变号，根号3在τ作用下变号，所以只有有理数能够在所有的自同构下保持不变，即{\displaystyle L^{G}=\mathbb {Q} =K}。

以上的结论说明域扩张L/K真正的中间域有3个，分别是：{\displaystyle \mathbb {Q} ({\sqrt {2}})}、{\displaystyle \mathbb {Q} ({\sqrt {3}})}和{\displaystyle \mathbb {Q} ({\sqrt {6}})}。:53-54

### 非交换群的例子

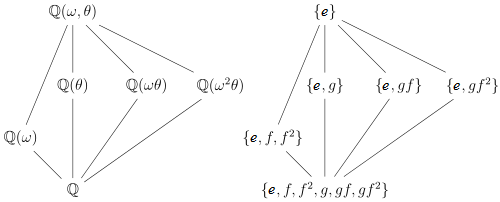
子群与子域的关联结构图

以下给出一个伽罗瓦群不是交换群（阿贝尔群）的例子。设有多项式P = X3 - 2，这是一个在{\displaystyle K=\mathbb {Q} }上不可约的有理系数多项式。他在{\displaystyle \mathbb {Q} }上对应的分裂域是{\displaystyle L=\mathbb {Q} (\theta ,\omega )}，其中的θ = 3√2是2的三次方根，ω = e2iπ⁄3是三次单位根。域扩张L/K是可分正规扩张，因此是伽罗瓦扩张。考虑其伽罗瓦群G = Gal(L/K)。与上一个例子类似地，它里面的K-自同构必然也是只可能是对θ和ω产生变换。设有K-自同构σ，则它将θ和ω变换后的结果满足：
{\displaystyle {\begin{array}{ll}2=\sigma (2)=\sigma (\theta ^{3})=\left(\sigma (\theta )\right)^{3},\\1=\sigma (1)=\sigma (\omega ^{3})=\left(\sigma (\omega )\right)^{3}.\end{array}}}
所以σ作用在θ上的结果有三种：θ、ωθ或ω2θ，而σ作用在ω上的结果有两种：ω或ω2。这是因为σ(ω)的结果不可能是1，否则会与σ(1) = 1矛盾。这表明G中元素有六个，可以表示为：G = {e, f, f2, g, gf, gf2}. 其中：
{\displaystyle f(\theta )=\omega \theta ,\;f(\omega )=\omega ,\quad g(\theta )=\theta ,\;g(\omega )=\omega ^{2}.\quad fg=gf^{2}.}
下面给出由伽罗瓦理论基本定理指出的子群与中间域的对应关系：
- 与上例一样，在平凡子群 {e} 作用下不变的是L中所有元素，在群G所有元素作用下不变的只有K中元素。所以平凡子群对应着L而G对应着K。
- G仅有一个三元子群Hf = {e, f, f2} ，在其作用下不变的是ω，因此它对应的是中间域{\displaystyle \mathbb {Q} (\omega )}。{\displaystyle [\mathbb {Q} (\omega ):\mathbb {Q} ]=2}，等于Hf在G中的指数。Hf是G的正规子群，所以{\displaystyle \mathbb {Q} (\omega )/\mathbb {Q} }是正规扩张[N 3]。
- G有三个二元子群，分别是Hg = {e, g}, Hgf = {e, gf}, Hfg = {e, gf2}. 它们对应的中间域分别是{\displaystyle \mathbb {Q} (\theta )}、{\displaystyle \mathbb {Q} (\omega \theta )}和{\displaystyle \mathbb {Q} (\omega ^{2}\theta )}。这些中间域都是有理数域的三次扩域，与对应子群在G中的指数相等。由于这三个二元子群都不是G的正规子群，所以相应的，这些中间域也不是有理数域的正规扩张。事实上，它们各自是在有理数域中添加多项式P的一个根得到的扩域，但另外两个根都不在其中。[3]:52-53

## 应用
从上述例子可见，伽罗瓦理论基本定理的作用是将域扩张的中间域结构，转化为特定群的子群来描述。将难以用直接的方法刻画的中间域，和可以用群论中的成熟方法刻画的有限群子群对应起来:51。
伽罗瓦基本定理的最初应用是在使用伽罗瓦理论证明五次或以上的多项式方程没有代数解求根公式的问题上。其证明的主要思路是将“开n次方”的过程转化为“在基域中添加n次方根”生成的域扩张。将多项式有代数解的问题转化为某个分裂域是否可以通过有限次特定的域扩张得到的问题。而这些域扩张是否满足条件，则可以由伽罗瓦基本定理将其转化为判定“特定的伽罗瓦群是否有某种特殊的子群和商群（称为可解群）”的问题。阿贝尔-鲁菲尼定理说明了：一般的五次或以上的多项式方程，其对应的伽罗瓦群是n元置换群{\displaystyle {\mathfrak {S}}_{n}}（n大于等于5），而这个群唯一的非平凡正规子群：n元交替群{\displaystyle {\mathfrak {A}}_{n}}是不交换的单群，无法满足要求。因此，不存在使用根式求解一般的五次或以上的多项式方程的方法:191-244。

## 推广
对于无限的伽罗瓦扩张，伽罗瓦理论基本定理不再成立，因为这时伽罗瓦群的子群个数会比中间域的个数要多。然而，在给伽罗瓦群装备了一定的拓扑结构（Krull拓扑）后，可以证明域扩张的中间域和所有的闭子群之间有一一对应的关系。因此，在此拓扑下，有推广的伽罗瓦理论基本定理：
给定无限伽罗瓦扩张L/K，其伽罗瓦群G = Gal(L/K)的所有闭子群与L/K之间存在一一对应关系：
{\displaystyle H\longrightarrow L^{H},\qquad F\longrightarrow \mathrm {Gal} (L/F)}
子扩张F/K是伽罗瓦扩张，当且仅当中间域F对应的子群H = Gal(L/F)是伽罗瓦群G的正规子群。扩张的次数[F : K]有限，当且仅当H在G中的指数有限，或当H是G的开子群。。